# Pickard Ridge
Pickard Ridge ist ein 2,5 km langer, durchschnittlich 600 m breiter, bis zu 70 m hoher und unregelmäßig geformter Gebirgskamm aus präkambrischem Gestein an der Ingrid-Christensen-Küste des ostantarktischen Prinzessin-Elisabeth-Lands. In den Vestfoldbergen trennt er in nordnordwest-südsüdöstlicher Ausrichtung die Marine Plain vom Poseidon Basin und dessen südlicher Verlängerung. Er ist Teil eines besonders geschützten Gebiets in der Antarktis (ASPA #143).
Das Antarctic Names Committee of Australia benannte ihn 1995 nach John Pickard, der dieses Gebiet im Zuge seiner Überwinterung auf der Davis-Station im Jahr 1980 erkundet hatte.